# Kensington
Kensington es un barrio en el municipio londinense de  Kensington y Chelsea en el centro de Londres. Su corazón comercial es Kensington High Street. Esta zona rica y densamente poblada contiene el bien conocido distrito de museos de South Kensington.
Al norte, Kensington está rodeado por Notting Hill y Holland Park; al este, por Brompton y Knightsbridge; al sur, por Chelsea y Earl's Court; y al oeste, por Hammersmith y Shepherd's Bush.

## Nombre
La zona se menciona por vez primera en el Domesday Book de 1086, donde se escribió en latín como "Chenesitone", que ha sido interpretada en el sentido de ser originalmente "Kenesignetun" (tierra o prados de Kenesigne) en anglosajón.

## Historia

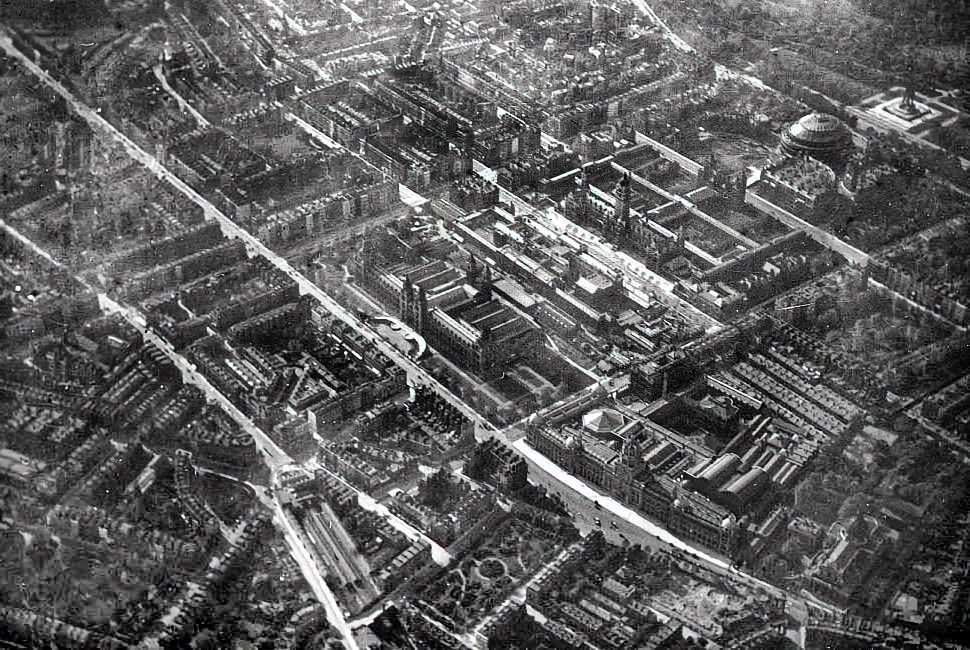
Una imagen de Kensington tomada por el científico Sir Norman Lockyer en 1909 desde un globo de helio

El señorío de Kensington, Middlesex, fue otorgado por Guillermo I de Inglaterra a Geoffroy de Montbray o Mowbray, obispo de Coutances, uno de sus asesores más íntimos, y uno de los hombres más ricos de la Inglaterra posterior a la conquista. A su vez, él entregó la tenencia de Kensington a su vasallo Aubrey de Vere I, quien tenía el señorío en 1086, según el Domesday Book.  El heredero del obispo, Robert de Mowbray, se rebeló contra Guillermo II y su vasta baronía fue confiscada. Aubrey de Vere I obtuvo esta tenencia de manera directa de la corona después de 1095. Entregó tierras y la iglesia allí a la abadía de Abingdon ante una petición en su lecho de muerte de su hijo mayor, Geoffrey.  Cuando los Vere se convirtieron en condes de Oxford, su finca en Kensington pasó a ser conocida como Earls Court, mientras que las tierras de Abingdon recibieron el nombre de Abbots Kensington y la iglesia St Mary Abbots.

## Geografía

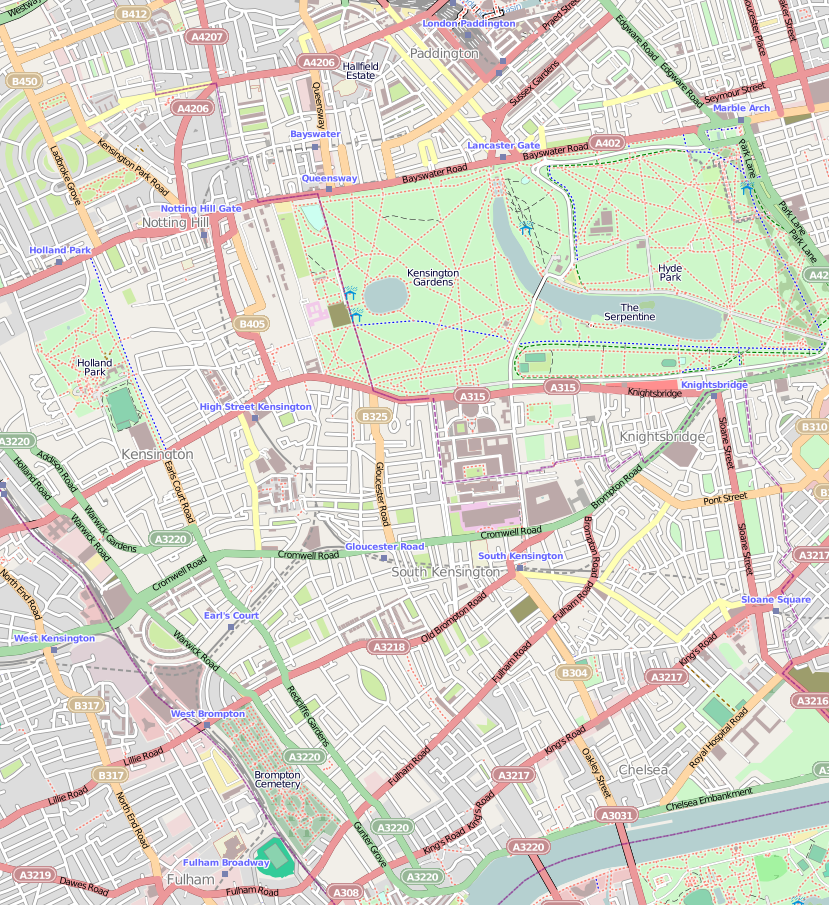
Mapa de Kensington (hacer clic para ampliar)

El centro de la zona es Kensington High Street, un activo centro comercial con muchas tiendas, típicamente lujosas. La calle fue llamada la segunda mejor calle para ir de compras en Londres, en febrero de 2005, gracias a la variedad y número de sus tiendas. Sin embargo, desde octubre de 2008 la calle se ha enfrentado a la competencia del centro comercial Westfield en White City. El servicio de autobús heritage en la línea 9, usando Routemasters, fue ampliada a Kensington High Street en noviembre de 2010 a petición del consejo municipal, en parte para impulsar el número de visitantes a High Street.
El segundo centro de actividad de Kensington es South Kensington, donde hay una variedad de pequeñas tiendas que se arraciman cerca de la estación de metro de South Kensington. Es también el extremo meridional de la Exhibition Road, la vía pública que sirve a los museos y las instituciones educativas de la zona.
Los límites de Kensington no están bien definidos; en particular, la parte meridional de Kensington se difumina hacia Chelsea, que tiene un estilo arquitectónico similar. Al oeste, hay una transición cruzando la línea de ferrocarril West London y Earl's Court Road más al sur en otros distritos, mientras que al norte, la única línea divisoria obvia es Holland Park Avenue, al norte de la cual está el distrito bastante parecido, de Notting Hill.
En el noreste, el gran parque real de Kensington Gardens (pegado a su vecino del este, Hyde Park) es una separación obvia entre Kensington y las zonas del nordeste. La otra zona verde principal de Kensington es Holland Park, justo al norte de Kensington High Street, mientras que Kensington tiene numerosas placitas ajardinadas residenciales. 
Mientras que South Kensington puede considerarse como parte de Kensington, los distritos de North Kensington y West Kensington son considerados diferentes de Kensington. North Kensington estaría separado de Kensington por Notting Hill. West Kensington está separado de Kensington por la línea de ferrocarril de West London.
Kensington es, hablando en términos generales, una zona extremadamente lujosa, un rasgo que ahora comparte con su vecino del sur, Chelsea. La zona tiene algunas de las calles más caras de todo Londres, con sus plazas ajardinadas, incluyendo Edwardes Square, Earls Terrace – una remodelación exclusiva de casas georgianas, The Phillimores, y Wycombe Square – un edificio de nuevo desarrollo realizado con altos estándares. A principios de 2007, las casas se vendían en Upper Phillimore Gardens por encima de 20 millones de libras esterlinas. Además, la mayor parte de los distritos vecinos están considerados como áreas residenciales exclusivas, incluyendo Knightsbridge y Brompton al este y las partes más cercanas de Notting Hill al norte. Al oeste está la zona menos elegante pero en auge, de Earl's Court.
Kensington está también muy densamente poblada; forma parte del distrito de gobierno local más densamente poblado (el municipio de Kensington y Chelsea) en el Reino Unido. Esta alta densidad no está formada por edificios altos; en lugar de ello, viene a través de la subdivisión de casas en hilera georgianas y victorianas, de entre cuatro y seis plantas, que se han subdividido en pisos. A diferencia de otras partes del municipio, el propio Kensington casi no tiene edificios altos - siendo la excepción Holiday Inn's London Kensington Forum Hotel en Cromwell Road, un edificio de 27 plantas.
Entre las atracciones e instituciones destacadas de Kensington (o South Kensington) se encuentran: el palacio de Kensington en Kensington Gardens, el Royal Albert Hall frente al Albert Memorial de Hyde Park, el Royal College of Music, el Museo de Historia Natural, el Museo de Ciencias, el Museo de Victoria y Alberto, Heythrop College, la Escuela Imperial, el Royal College of Art y Kensington and Chelsea College. La sala de exposiciones Olympia queda justo sobre el límite oeste en West Kensington.

## Administración

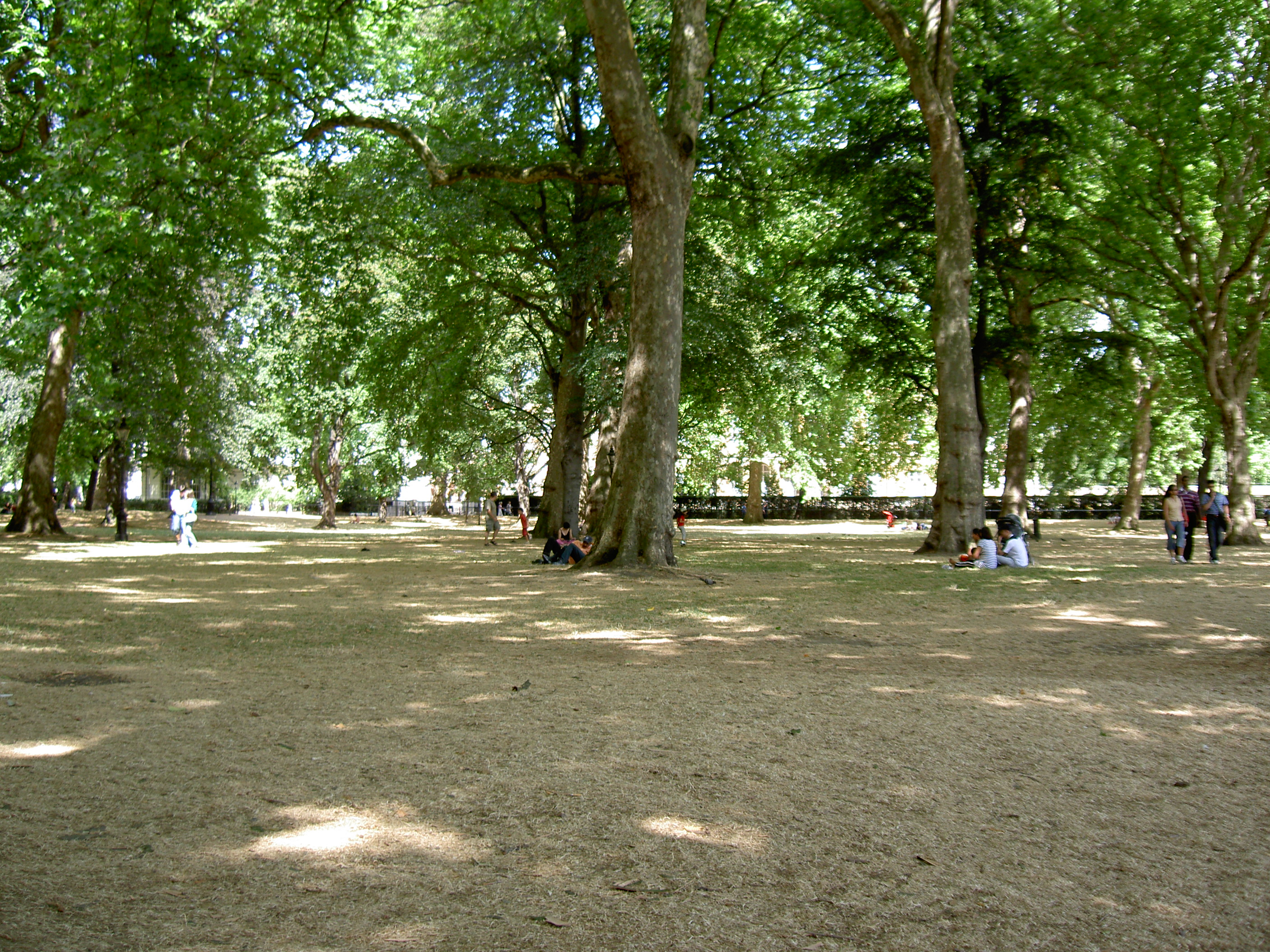
Kensington Gardens en verano.

Kensington forma parte del municipio real de Kensington y Chelsea, y queda dentro de la circunscripción electoral de Kensington.

## Economía

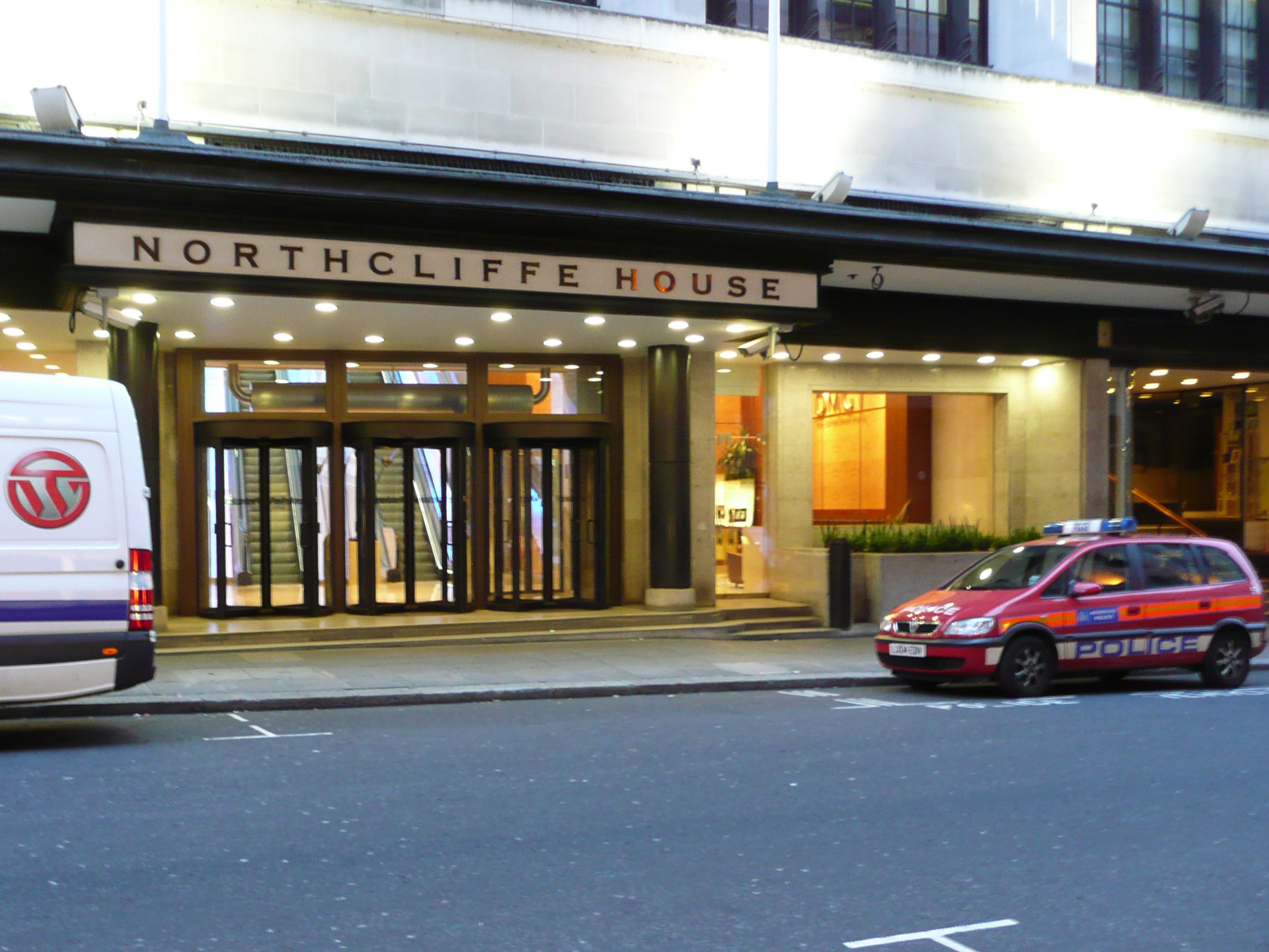
Northcliffe House, oficina principal del Daily Mail and General Trust

La oficina principal del Daily Mail and General Trust se encuentra en la Northcliffe House en Kensington. Además de albergar las oficinas principales de DMGT, el edificio también tiene las oficinas de la serie The Independent, Daily Mail, Mail on Sunday, Evening Standard, y Metro.
Sonangol Limited, una empresa subsidiaria del Grupo Sonangol, tiene su oficina principal en la Merevale House en Kensington.

## Transporte

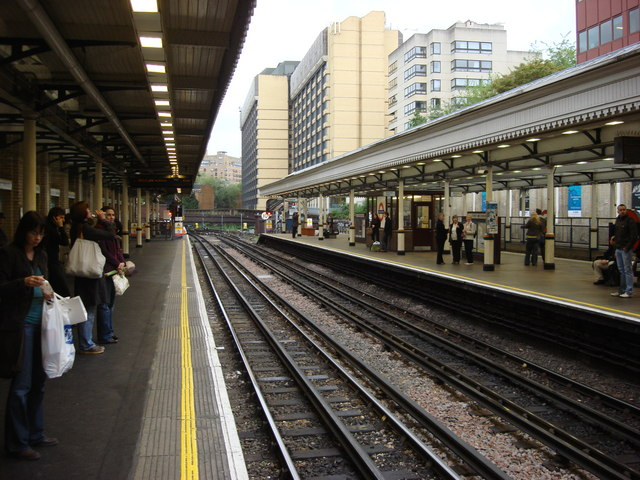
Estación de tren en Kensington.

Tres carreteras principales cruzan Kensington de este a oeste, la más importante de las cuales es la A4 o Cromwell Road que la conecta tanto con el Centro de Londres como con el aeropuerto de Heathrow. Al norte está la casi paralela Kensington Road (de la que Kensington High Street forma una gran parte), uniendo el centro de Londres y Hammersmith con la zona. Al sur está Fulham Road, que conecta South Kensington con Fulham al sudoeste. Conexiones norte-sur no está tan bien desarrollada y no hay ninguna ruta obvia destacada norte-sur en la zona.
Kensington tiene un buen servicio de transporte público. La mayor parte de Kensington se sirve de tres estaciones ubicadas en la Zona 1 de Travelcard: High Street Kensington, Gloucester Road y South Kensington. Las tres pertenecen a la Circle Line que las conecta con las terminales de ferrocarril de Londres. La District line también tiene tres estaciones, aunque en diferentes ramales; une a las últimas dos con Westminster y la City. La Piccadilly line también une South Kensington y Gloucester Road con el West End en alrededor de diez minutos, y en la otra dirección con el aeropuerto de Heathrow en unos 40 minutos. Además, Kensington (Olympia) en la Zona Travelcard 2 sirve a la parte occidental de Kensington, con metros de la District line hacia Earl's Court y High Street Kensington. (La estación de West Kensington no está en el municipio de Kensington y Chelsea.)
Una serie de servicios locales de autobús unen Kensington con los distritos que lo rodean, y nudos de autobús clave son Kensington High Street y South Kensington station. Estos servicios de autobús mejoraron en frecuencia y se ampliaron en 2007 para complementar la extensión occidental de la zona con tarifas de congestión, que exige a los vehículos que entren en Kensington o estén en sus alrededores en las horas punta de lunes a viernes, que paguen una tasa diaria de ocho libras esterlinas. La extensión de la zona en que se cobra la tasa de congestión, fue retirada a finales del 2010.

## Para saber más
- Lysons, Daniel (1792). «Kensington». Environs of London. 3: County of Middlesex. Londres: T. Cadell.
- «Kensington». Chambers's Encyclopaedia. Londres. 1901.